# Eurycarenus melanurus
Eurycarenus melanurus är en tvåvingeart som beskrevs av Mario Bezzi 1924. Eurycarenus melanurus ingår i släktet Eurycarenus och familjen svävflugor. Inga underarter finns listade i Catalogue of Life.